# 完全四边形

完全四点形（左）和完全四线形（右）

完全四边形是欧几里德平面上由任意四条直线组成的图形，它们其中任意三条都不共点，且相交于六个点。
相应地，由四个三三不共线的点加上它们之间的六条连线所构成的图形则称为完全四点形。

## 性质

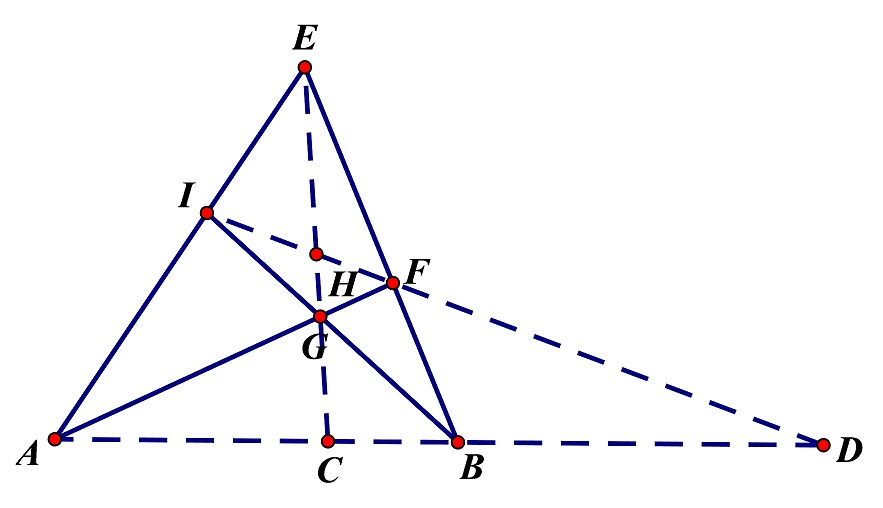
完全四边形及三条对角线

完全四边形的一条对角线与其他两条对角线的交点，调和地分开这条对角线的顶点。
如图，直线AE、BE、AF、BI构成一个完全四边形，直线AB、IF、EG为对角线。记A、B、C、D的交比为(ABCD)，则(ABCD)=-1。证明如下：
根据交比的不变性，由E点的投影，有 {\displaystyle x=(ABCD)=(IFHD)}
由G点的投影，有 {\displaystyle (BACD)=(IFHD)}
根据定义，有 {\displaystyle (BACD)={\frac {1}{(ABCD)}}={\frac {1}{x}}}
因此，{\displaystyle x={\frac {1}{x}}}
由于A、B、C、D四点的相对位置，{\displaystyle x<0}，故{\displaystyle (ABCD)=x=-1}
证毕。